# 三式戰鬥機

三式戰鬥機（三式戦闘機，Ki-61）是一款由日本陸軍在第二次世界大戰中使用的战斗机。该机是日本在二战期间唯一量產的液冷式活塞引擎戰機，设计者为土井武夫，截至二战结束，一共有3000余架三式战斗机生产完成。盟军最初因三式战斗机外形酷似德军的Bf 109而将其认定为Bf 109的授权生产型，随后又将其认定为義大利的MC.202戰鬥機，因此獲得了義大利風格的盟軍代號“Tony”。三式战斗机的原型机最早在1942年4月的杜立德空袭中留下作战记录。

## 暱稱由來
三式戰鬥機在官方程序上並未進行取暱名的儀式，飛燕這個名稱是到1945年三式戰的存在被日本民間所知才自行取名。

## 發展沿革

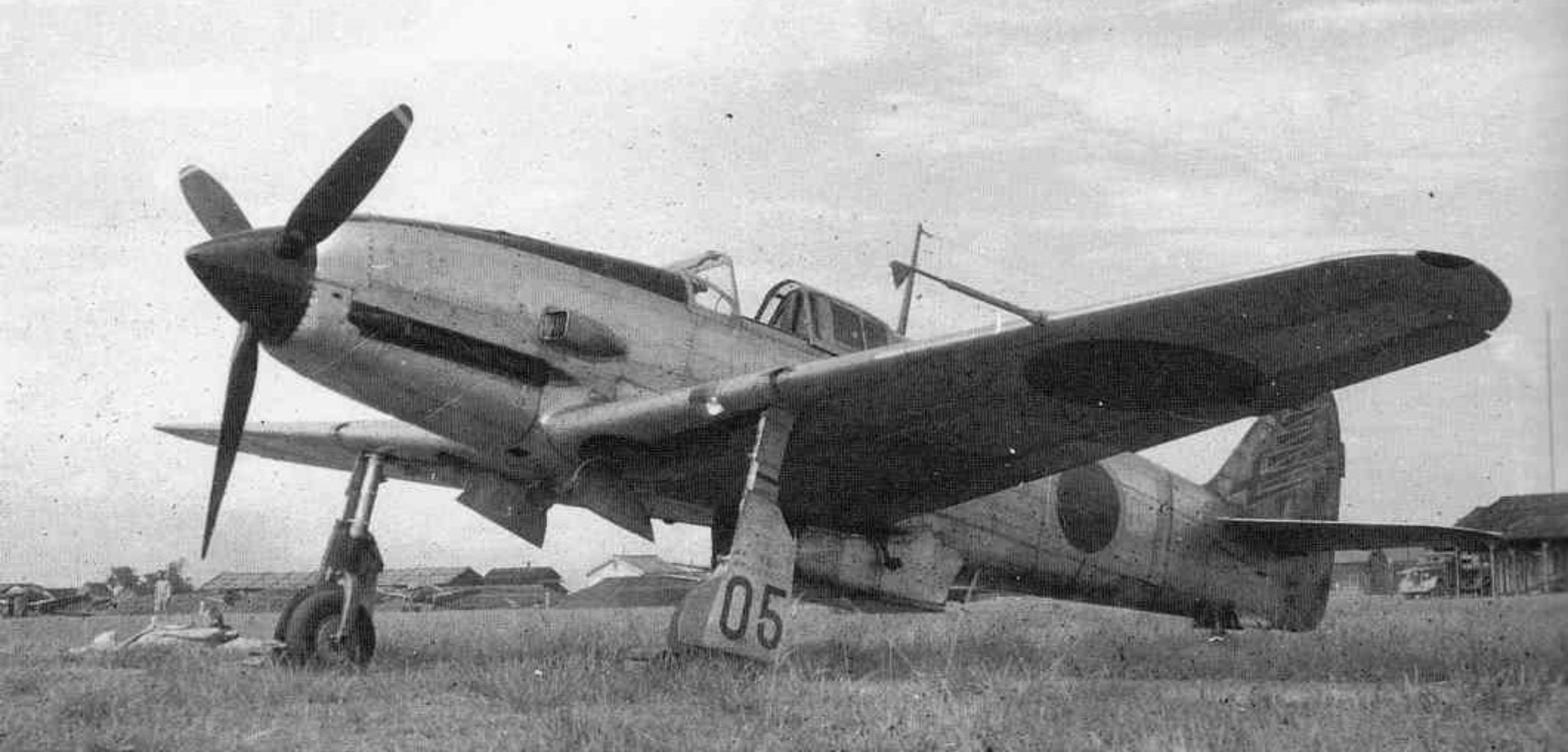
1944年3月，駐紮於台灣・松山機場第37教育飛行隊所屬的三式戰一型甲

液冷活塞引擎在第二次世界大戰前已經是種比較先進、技術成熟的製品。西方國家包括德國的Bf-109，美國的P-38與P-40，英國的噴火式等均開始運用這項產品。與空冷引擎相比，雖然液冷引擎需要裝備液冷散熱組這項增加機體呆重的設計，但可在機首減少約20%的迎風面積 (相較於同出力的星形空冷引擎) ，將冷卻器後移改善整體空氣動力流暢性，且提升約6%的飛行速度，因此不少設計師仍趨之若鶩。著眼於此，自戰前就執著於國產液冷機種開發、並在Ki-28上累積了相當經驗的土井武夫設計師，以軍方新開的標單為契機，進行了三式戰鬥機的企劃。
三式戰開發前，日本自盟友德國獲得許多新式戰機供作研究，如Bf 109、He 100戰鬥機及He 112戰鬥機等各型飛機，並進行了密集測試。因為外型因素，研究者一直認為三式戰深受He-100影響。姑且不論外觀空氣動力處理部分，在內部結構部份三式戰全為川崎自研的成果。此機主要的先天弱點在於引擎的零件工作精度與耐高溫等問題 
受到日本整體工業水準限制，故障頻仍，雖然隨著川崎的經驗漸熟一度獲得部份緩解，但始終未曾得到根本性的解決。到了太平洋戰爭末期，許多有經驗的技師被徵召服役，進一步惡化此機的量產品質。
1937年在德國戴姆勒-賓士公司的授權下以DB 601發動機為藍本，川崎開發出Ha-40機械增壓倒V型汽缸液冷引擎，有助於飛行員的前方視野和引擎維修，1941年12月川崎製造出搭載液冷引擎的Ki-61戰機，原型機測試時曾飛出時速591公里的高速，與其他自德國引進戰機的對戰結果也堪稱優秀，對此日軍高層感到滿意並於1942年初開始量產。
不過，測試時原型機安裝的是之前因成績不夠理想而遭到廢案的Ki-60戰鬥機上的德國原版DB 601，而非日本自產的Ha-40。等到量產時，日本無法確保製造液冷引擎高溫零件所需的鎳供給來源，為了不影響服役計畫日本軍方決定強行讓缺乏重要金屬成分的Ha-40引擎繼續量產以維持供貨，造成量產型飛燕的引擎妥善率一落千丈，連帶讓飛燕的服役成為一場災難。

## 美軍視點的三式戰
美軍在首次遭遇三式戰之後，一度懷疑是日本向德國採購的Bf-109，不過在發現三式戰主翼散熱鰭片設計與德機截然不同後，又懷疑日本仿製了義大利造的MC.202戰鬥機。這些懷疑影響了三式戰在盟軍中的暱稱，因此三式戰暱稱採用佔義大利裔名字居多的「Tony」；不過到1943年11月美軍確認該機為日本研製的產品後，在敵機識別手冊內特別記載了此點。
之所以記載該機為日本研製之理由，是因為飛燕在飛行特性上與德國機或是義大利機都有明顯的差異，飛燕的俯衝、爬升速度要比過去傳統思維注重格鬥性能的輕量化日軍戰機要快，格鬥性能大致在P-40N的標準；與注重高速性能，但在滾轉表現上劣於P-40的Bf-109相較之下也有不同；因此記載這點是避免飛行員運用（認為與德國機性能特點相似下的）先入為主的思維與飛燕交戰。三式戰的性能，對於像駕駛飛行性能較鈍重P-38之類的盟軍飛行員就較為不利，P-38飛行員在南太平洋作戰時往往憑藉著機身防護力及重火力，對火力弱勢且機體脆弱的日軍戰機迎頭對決，然而這對正面被彈截面積較小，已裝設12.7mm重機槍的三式戰則沒辦法討到甚麼便宜，而且在低空性能上三式戰也較P-38略為靈活；因此P-38的飛行員傾向於選擇利用渦輪增壓器所帶來的高空性能優勢，引誘三式戰到6千公尺以上的空域作戰；而美軍在1943年底擄獲飛燕測試後，對它在日軍戰機的之中評價也算較好，加上試員的經驗評語，認為三式戰是日本陸、海軍戰機中「火力充足、防護力較佳的機種」。並認為飛行員在日本本土執行任務對此機種需特別注意。
不過，之所以未特別強調飛燕的飛行性能，則是因為飛燕的對戰相性（機體原始設計時所著眼的優勢特點）上與美軍戰機重疊性相當高。相比於一式戰或零戰這類極度強調水平格鬥性能的機種，三式戰雖然在俯衝與火力性能上有所改善，但相對而言仍不足以孕育出具有獨特優勢的空戰戰術。尤其它的引擎與空氣動力細節處理上並沒有革命性的突破，因此相比於美軍1943年推出之新型戰機，包括F6F、P-51B等，飛燕的飛行表現並沒有突出之處；所以美國海軍情報單位在經過各式異種機間模擬戰後則如此評價三式戰：「與美軍戰機相比，除了水平飛行速度快於FM-2外其餘沒有特殊之處，相較於P-51更是全面居於劣勢」。

## 服役歷程

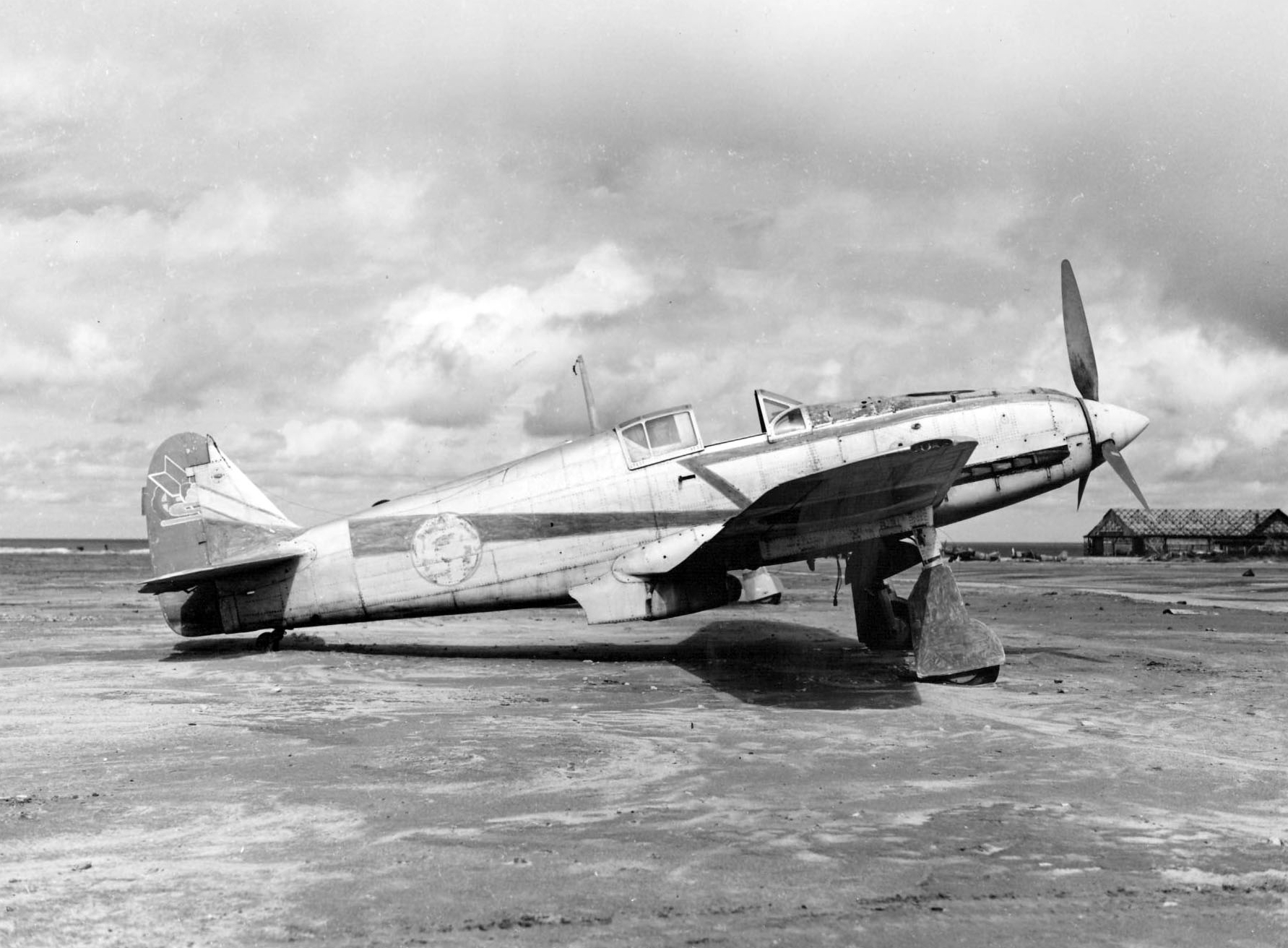

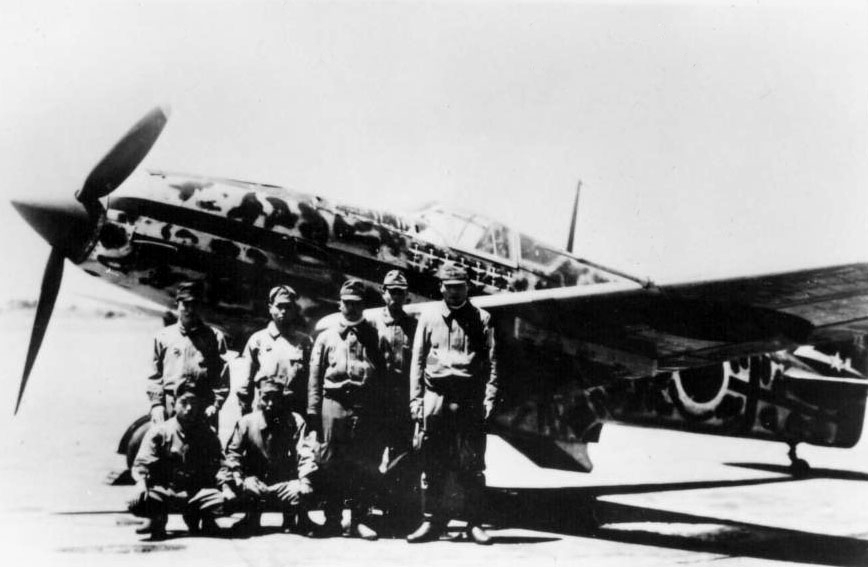

太平洋戰爭初期日本陸軍航空隊雖靠著九七式與一式戰鬥機在東南亞戰場取得一段時間的制空權，但1942年後盟軍的新型戰機逐漸代替1930年代末期的舊機種，日軍在飛機性能上開始漸居劣勢，故急需新戰機扳回一城，在此之下1942年開始量產的飛燕成為首選。1942年日本成立了配備飛燕的飛行68戰隊與78戰隊，並投入新幾內亞戰場，不過因為引擎故障問題不斷，因此依靠長程飛行轉場的两個戰隊在尚未到達駐地前就損失了3成的飛燕。
1943年7月Ki-61飛燕在南太平洋新幾內亞戰場上投入實戰，由於日軍不熟悉的液冷引擎且較複雜，引擎維修需要的機材完全只能依靠船運，當後勤補給困難時大部分的飛燕處於故障待料狀態。同年8月，两個戰隊可使用的飛燕就只剩6架，之後在補給來源斷斷續續下仍堅持了一段時間，直到1944年3月戰力才完全見底，並於同年7月解散。呂宋島戰役時在菲律賓使用飛燕的部隊有17、18、19三個飛行戰隊，並參加了部分對艦攻擊，然而在駕駛員與維修員都訓練不足的狀況下，實際可用機數仍然十分糟糕。即使川崎廠方不斷進行改良，但引擎妥善率問題在補給不足的外地作戰部隊眼中看來始終無解。
戰爭進入後期，美軍以跳島戰術連奪塞班島、硫磺島後，新開發的戰略轟炸機B-29超級堡壘得以開始轟炸日本本土，這時候因為在本土後勤補給方便妥善率得以大幅提高，托液冷引擎和高展弦比之福、高空巡航性能優異、又擁有機砲火力的飛燕，表現便較標準武裝只有機槍的一式戰鬥機與二式戰鬥機亮眼。但美國陸航動輒三萬呎甚至四萬呎以上的轟炸進攻路線畢竟令當時的日本氣力難支，最後以拆去裝甲和武器、洗去塗裝等極端減重手段，並採取捨身撞擊戰法而聞名的震天制空隊中，飛燕與鍾馗成為日軍陸軍航空隊在本土防務中對付B-29超級堡壘轟炸機的兩大重要支柱。

## 各種衍生型
- 一型甲（Ki-61-I甲）
- 一型乙（Ki-61-I乙）
- 一型丙（Ki-61-I丙）
- 一型丁（Ki-61-I丁）

飛燕一型總產量：2900餘架。

1944年日本川崎將取得授權的DB-603引擎國產化稱Ha-140(1500HP)，換裝新引擎的稱為飛燕二型。
- 二型（Ki-61-II）
- 二型改（Ki-61-II改）
- 二型甲（Ki-61-II甲）
- 二型乙（Ki-61-II乙）

飛燕二型總產量：300餘架。

## 流行文化

### 電子遊戲
- 《戰爭雷霆》
- 《應徵入伍》

## 使用國家
- 日本:（生產國）

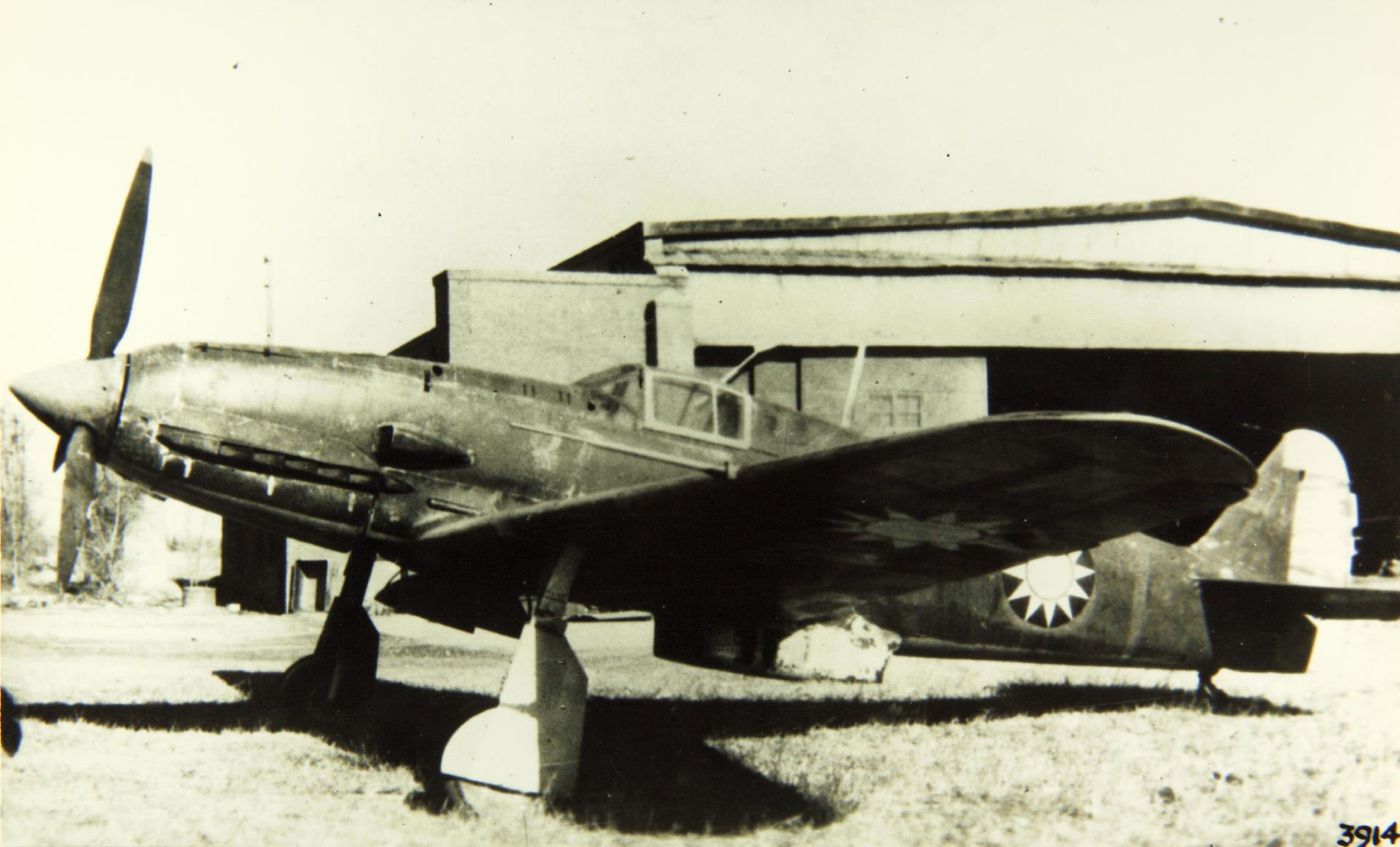
二戰結束後,中華民國空軍接收日本陸軍留在中國的三式戰

- 中華民國：二戰結束後，中華民國空軍接收日本陸軍航空隊留在中國的三式戰鬥機，編入空軍第6大隊18中隊。

### 书目
- Bílý, Miroslav . Kawasaki Ki-61 a Ki.100 (Profily letadel II. Svetové války no.4) (in Czech with English and German captions). Praha, Czech Republic: Modelpres, 1992. ISBN 80-901328-0-4.

- Bueschel, Richard M. Kawasaki Ki.61/Ki.100 Hien in Japanese Army Air Force Service, Aircam Aviation Series No.21. Canterbury, Kent, UK: Osprey Publications Ltd, 1971. ISBN 0-85045-026-8.

- Crosby, Francis. Fighter Aircraft. London: Lorenz Books, 2002. ISBN 0-7548-0990-0.

- Ethell, Jeffrey L. Aircraft of World War II. Glasgow: Collins/Jane's, 1995. ISBN 0-00-470849-0.

- Francillon, Ph.D., René J. Japanese Aircraft of the Pacific War. London: Putnam & Company Ltd., 1970 (2nd edition 1979). ISBN 0-370-30251-6.

- Francillon, Ph.D., René J. "The Kawasaki Ki-61 Hien" Aircraft in Profile, Volume 5, No. 118. Windsor, Berkshire, UK: Profile Publications Ltd., 1966. ASIN B0007KB5AW.

- Gallagher, James P. Meatballs and Dead Birds: A Photo Gallery Of Destroyed Japanese Aircraft In World War II. Mexhanicsburg, Pennsylvania: Stackpole Books, 2004. ISBN 0-8117-3161-8.

- Gibertini, Giorgio. "Rondini Giapponesi" (in Italian).Aerei Nella Storia N.8, August 1998. Parma, Italy: West-ward edizioni.

- Green, William. "An Oriental Swallow." Air International, Vol. 9, no. 2, August 1975.

- Green, William. Warplanes of the Second World War, Volume Three: Fighters. London: Macdonald & Co. (Publishers) Ltd., 1961 (seventh impression 1973). ISBN 0-356-01447-9.

- Green, William and Gordon Swanborough. WW2 Aircraft Fact Files: Japanese Army Fighters, Part 1. London: Macdonald and Jane's, 1976. ISBN 0-356-08224-5.

- Gunston, Bill. World Encyclopedia of Aircraft Manufacturers: From the Pioneers to the Present Day. Annapolis, Maryland: Naval Institute Press, 1993. ISBN 1-55750-939-5.

- Hata, Ikuhiko, Yasuho Izawa and Christopher Shores. Japanese Army Air Force Fighter Units and Their Aces, 1931-1945. London: Grub Street Publishing, 2002. ISBN 978-1-9023-0489-2.

- Janowicz, Krzysztof. 68 Sentai (in Polish). Lublin, Poland: Kagero, 2003. ISBN 83-89088-01-0.

- Januszewski, Tadeusz and Adam Jarski. Kawasaki Ki-61 Hien, Monografie Lotnicze 5 (in Polish). Gdańsk, Poland: AJ-Press, 1992. ISSN 0867-7867.

- Mondey, David. The Hamlyn Concise Guide to Axis Aircraft of World War II. London: Bounty Books, 2006. ISBN 0-7537-1460-4.

- Sakaida, Henry. Japanese Army Air Force Aces 1937-45. Botley, Oxford, UK: Osprey Publishing, 1997. ISBN 1-85532-529-2.

- Sakurai, Takashi. Hien Fighter Group: A Pictorial History of the 244th Sentai, Tokyo's Defenders (in Japanese/English). Tokyo: Dai Nippon Kaga, 2004. ISBN unknown.

- Sakurai, Takashi. Rikugun Hiko Dai 244 Sentai Shi (History of the Army 244 Group) (in Japanese). Tokyo: Soubunsha, 1995. ISBN unknown.

- Snedden, Robert. World War II Combat Aircraft. Bristol, UK: Parragon Book, 1997. ISBN 0-7525-1684-1.

- Takaki, Koji and Henry Sakaida. B-29 Hunters of the JAAF. Botley, Oxford, UK: Osprey Publishing, 2001. ISBN 1-84176-161-3

- Tanimura, Masami et al. Kawasaki Ki-61 (Tony). Blaine, Washington: Paul Gaudette, Publisher, 1967.

- United States Strategic Bombing Survey Aircraft Division. Kawasaki Aircraft Company, Ltd. Corporation Report IV, Washington, D.C. 1947.

- Vaccari, Pier Francesco. "Guerra Aerea in Nuova Guinea" (in Italian). Rivista Italiana Difesa, N.8, 2000.

川崎三式戰鬥機Ki-61飛燕